# Stadsnatuur

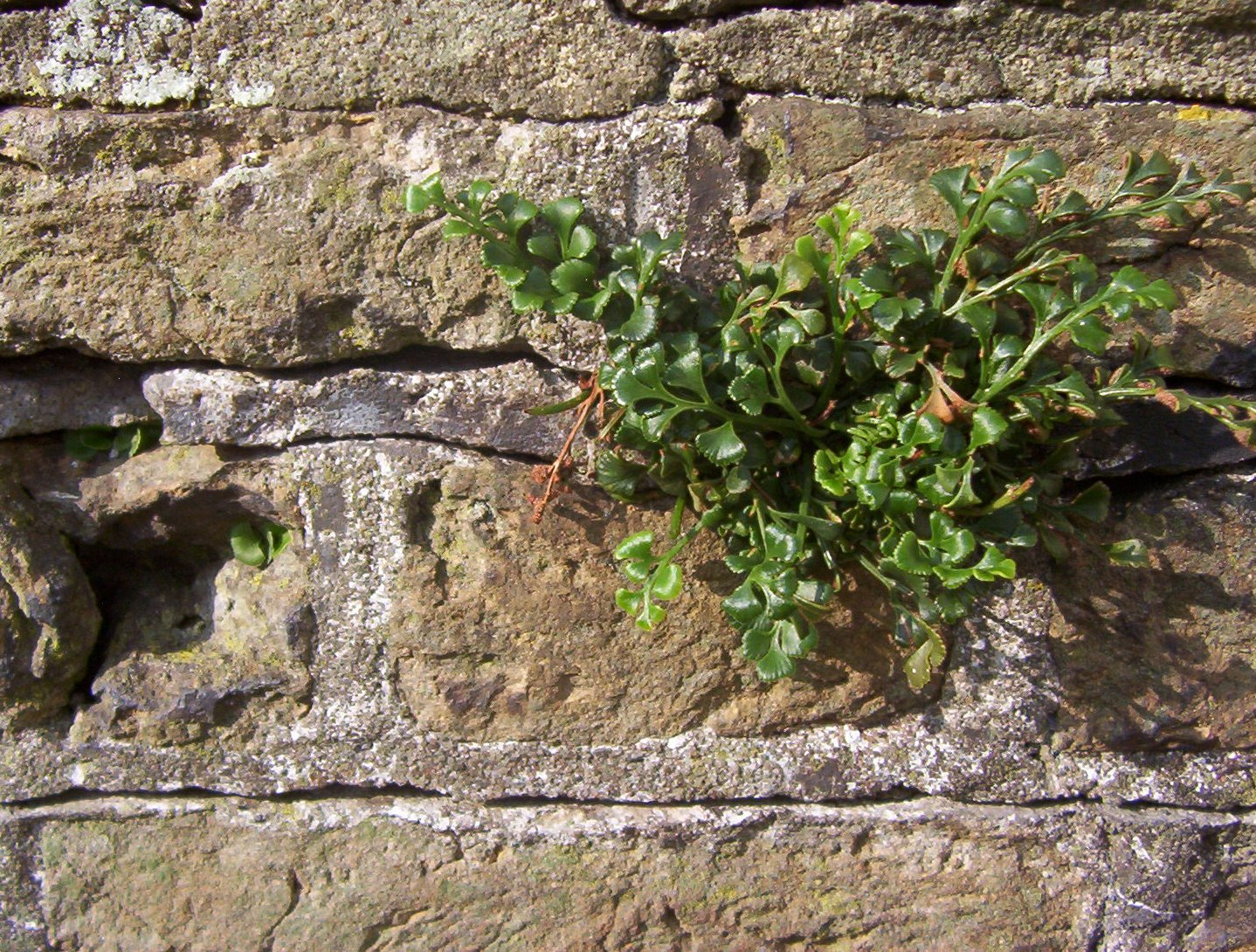
Muurvaren

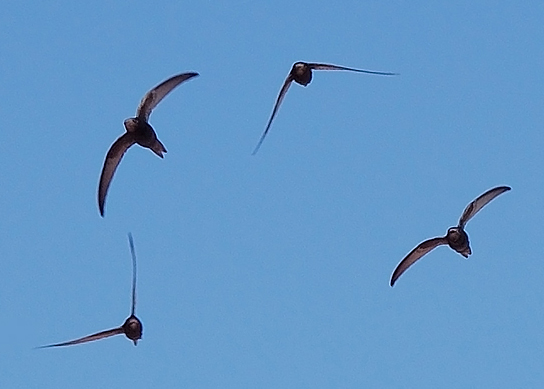
gierzwaluw in vlucht

Stadsnatuur is natuur die goed gedijt in steden of daaraan gebonden is. Naast dier- en plantensoorten kunnen dat ook korstmossen, paddenstoelen en microben zijn en ook biotopen. Voorbeelden van stadsnatuursoorten zijn stadsduiven, muurvarens, en gierzwaluwen. Een voorbeeld van een stadsbiotoop is een stadspark.

## Ontstaan begrip stadsnatuur
Hoewel vroege natuurbeschermers als (in Nederland) Jac. P. Thijsse al oog hadden voor natuur in de stad, hebben de meeste biologen en natuurbeschermers bij hun studie en beschermingsactiviteiten altijd de nadruk gelegd op dieren, planten en landschappen buiten de stad. Vanaf ongeveer 1970 kwam er meer aandacht voor de stadsnatuur en de wetenschap die dat bestudeert: stadsecologie. Dat leidde in Nederland tot de aanstelling van stadsecologen bij diverse stedelijke diensten en stadsnatuurbeleid. Een in Nederland bekende stadsecoloog is Martin Melchers.

## Onderzoek
Een grote rol bij de ontwikkeling van stadsecologie speelde de Duitse stad West-Berlijn. Deze stad was jarenlang geïsoleerd van de rest van West-Duitsland en een groep Berlijnse ecologen onder leiding van Herbert Sukopp richtte zich op planten en dieren in de stad en de ecologische relaties hiertussen. Het leidde tot talloze publicaties waaruit niet alleen bleek dat de stad meer planten en dieren herbergde dan voorheen werd gedacht, maar ook tot kennis over de relaties tussen het voorkomen van soorten en specifieke stadse milieus.
In Nederland kreeg een onderzoeker van Naturalis een beurs van 1,9 miljoen om in het project HiddenBiodiversity onderzoek te doen naar de 'verborgen' stadsnatuur, zoals bodemleven, mosaangroei op bomen, en naar invloeden zoals verharding en hittestress. Het project wil tevens werken aan bewustwording en maakt gebruik van burgeronderzoekers.

## Stadsnatuur, waarom?
Uit stadsecologisch onderzoek in Nederland kwam naar voren dat de stad door de hogere temperatuur en stenigheid voor bepaalde soorten interessante milieus oplevert, milieus die daarbuiten alleen voorkomen in andere landen, vaak zuidelijker en hoger geleden, zoals Zuid-Europese middelgebergten. Ook bleek dat de biodiversiteit soms hoger was dan in omliggende agrarische gebieden. Voor het behoud van biodiversiteit was aandacht voor stadsnatuur dus van belang. Daarnaast bleek de aanwezigheid van met name bomen en andere planten bij te kunnen dragen tot een voor mensen beter milieu, omdat door veel planten het minder droog en minder warm is. Ten slotte bleken velen stadsnatuur te waarderen als bron van ontspanning en welzijn.
Soms gaat stadsnatuur gepaard met onveiligheid of overlast. Enkele kruiden (zoals grassen) en bomen (zoals berken) geven allergische reacties. Lindebomen zijn berucht omdat de daarop veelvuldig verblijvende luizen een kleverige stof (honingdauw) afscheiden die enige vervuiling oplevert. Bepaalde dieren veroorzaken huidirritaties (zoals de eikenprocessierups) dan wel herrie of vervuiling (spreeuwen) of schade (steenmarter). Hoge en ruige struiken worden als sociaal onveilig ervaren.

## Milieus en soorten
Binnen de stad zijn verschillende milieus te onderscheiden die elk een waarde kunnen hebben voor stadsnatuur. Allereerst zijn er de grotere groengebieden, die bij een bepaalde omvang vergelijkbaar kunnen zijn met bosmilieus buiten de stad, zoals stadsparken, plantsoenen en begraafplaatsen. In de tweede plaats zijn er de wateren die een verblijfplaats kunnen vormen voor met name vissen, weekdieren, insecten en watervogels. Eigen aan de stad zijn de bebouwde delen, huizen, muren, kades, trottoirs en dergelijke, waarin bepaalde dieren en planten gedijen. Ten slotte zijn er groene of blauwe zones, groenstroken of singels die migratie binnen de stad en verbinding met buiten de stad gelegen gebieden mogelijk maken.
Hoewel er nog geen volledige overzichten bestaan, is uit onderzoek in Nederland tot nu toe duidelijk geworden dat honderden soorten zich in de stad kunnen handhaven of zich er juist bij uitstek thuis voelen.
Schattingen op basis van onder meer inventarisaties in Leiden komen uit op enkele tientallen soorten zoogdieren, waaronder vleermuizen als de gewone dwergvleermuis (Pipistrellus pipistrellus), de huismuis (Mus musculus), de steenmarter en de egel (Erinaceus europaeus). Sommigen rekenen ook huisdieren als de hond (Canis lupus familiaris) en de huiskat (Felis sylvestris catus) ertoe. Bij broedvogels schat men dat het om ongeveer 60 soorten gaat, waaronder de reeds genoemde gierzwaluw (Apus apus), fuut (Podiceps cristatus), zwarte kraai (Corvus corone), zwarte roodstaart (Phoenicurus phoenicurus), huismus (Passer domesticus), meerkoet (Fulica atra) en halsbandparkiet.
In de stad gevonden amfibieën zijn onder meer de kleine watersalamander (riturus vulgaris), groene kikker (Rana esculenta) en gewone pad (Bufo bufo). De muurhagedis is een in steden voorkomend reptiel. Onder de circa 20 vissoorten zijn de snoek (Esox lucius), rietvoorn (Rutilus rythrophthalmus), baars (Perca fluviatilis) en zeelt (Tinca tinca).
Van insecten zijn vooral gegevens bekend van dagvlinders (ruim 20 soorten geschat), zoals de kleine vos (Aglais urticae), atalanta (Vanessa atalanta) en dagpauwoog (Inachis io) en libellen en waterjuffers (samen ook circa 20 soorten), zoals het lantaarntje (Ischnura elegans), de variabele waterjuffer (Coenagrion pulchellum) en de grote keizerlibel (Anax imperator).
Het aantal paddenstoelen wordt geschat op ruim 200 met bijvoorbeeld de straatchampignon (Agaricus bitorquis), de huiszwam, de vliegenzwam en de zadelzwam (Polyporus squamosus). Plantensoorten zijn er veel in de stad, zeker meer dan 450, met bijvoorbeeld de brandnetel (Urtica dioica), rode klaver (Trifolium pratense), dagkoekoeksbloem (Silene dioica), zevenblad (Aegopodium podagraria), zwanebloem (Butomus umbellatus) en grote lisdodde (Typha latifolia) en een aantal bomen zoals de beuk (Fagus sylvatica) en enkele lindesoorten. Meestal rekent men plantensoorten uit andere landen die zich niet zelfstandig kunnen handhaven, zoals vele tuinplanten en sierheesters niet tot stadsnatuur.
Van al deze soorten zouden er in Nederland ruim 100 echte stadssoorten zijn, soorten die kenmerkend voor en afhankelijk van de stad zijn. Voor sommige groepen dieren is de stad erg gunstig, waaronder sommige pissebedden, kakkerlakken, wespen, zoogdieren, planten, schimmels en vogels. Voor deze soorten is vooral het voedselaanbod van belang of specifieke milieus (rotsachtige bebouwing, temperatuur).